# Галогенирование
|  | Фтор |
|  | Хлор |
|  | Бром |
|  | Иод  |

Галогенирование (галоидирование) — процесс введения галогена в молекулу органического вещества, осуществляемый за счёт реакции замещения или присоединения.

## Заместительное галогенирование
Инициация заместительного галогенирования при работе с непредельными углеводородами, как правило, происходит под действием облучения по свободнорадикальному цепному механизму:
{\displaystyle {\mathsf {Cl\!\!-\!\!Cl}}\ {\stackrel {hv}{\longrightarrow }}\ {\mathsf {Cl}}\cdot {\mathsf {+}}\ {\mathsf {Cl}}\cdot }
{\displaystyle {\mathsf {Cl}}\cdot {\mathsf {+}}\ {\mathsf {R\!\!-\!\!H}}\rightarrow {\mathsf {R}}\cdot {\mathsf {+}}\ {\mathsf {H\!\!-\!\!Cl}}}
{\displaystyle {\mathsf {R}}\cdot {\mathsf {+}}\ {\mathsf {Cl\!\!-\!\!Cl}}\rightarrow {\mathsf {Cl}}\cdot {\mathsf {+}}\ {\mathsf {R\!\!-\!\!Cl}}}
{\displaystyle {\mathsf {R}}\cdot {\mathsf {+}}\ {\mathsf {Cl}}\cdot \rightarrow {\mathsf {R\!\!-\!\!Cl}}}
Данная схема реакции применима также и к жирноароматическим соединениям, однако в присутствии кислот Льюиса галогенирование их углеводородных цепей протекает по электрофильному механизму:
{\displaystyle {\mathsf {(CH_{3})_{2}CH_{2}+Cl_{2}+{\stackrel {\stackrel {SbCl_{3}}{25C}}{\longrightarrow }}\ (CH_{3})_{2}CHCl+CH_{3}CH_{2}CH_{2}Cl}}}
По механизму электрофильного замещения также протекает реакция галогенирования в ядра ароматических и гетероароматических соединений в присутствии апротонных или протонных кислот, а в случае, если в ядрах присутствуют пассивирующие заместители реакция может идти под действием катиона галогена, который образуется из молекулярного галогена и соли Ag в среде сильной протонной кислоты — реакция Биркенбаха-Губо-Уотерса.
Галоидирование алифатических карбоновых кислот в α-положение проводится хлором или бромом в присутствии красного фосфора  или соответствующих хлорида или бромида фосфора(III) — реакция Гелля-Фольгарда-Зелинского — замещение идет через присоединение галогена к енольной форме:
Галогенирование алкенов, жирноароматических и гетероароматических соединений осуществляется их взаимодействием с N-бромамидами или N-бромимидами (обычно N-бромсукцинимидом) в присутствии пероксидов в аллильное или бензильное положение — реакция Воля-Циглера.

## Присоединительное галогенирование
К аренам галогены присоединяются, как правило, по радикальному механизму под действием света или температуры:
{\displaystyle \mathrm {C} _{6}\mathrm {H} _{6}+3\mathrm {Cl} _{2}\ {\stackrel {\stackrel {hv}{T}}{\longrightarrow }}\ \mathrm {C} _{6}\mathrm {H} _{6}\mathrm {Cl} _{6}}
По кратной связи галогены присоединяются и по электрофильному, и по радикальному механизму, однако в случае электрофильного присоединения может наблюдаться несоблюдение правила Марковникова, так как образуется промежуточный мостиковый катион. Способность образовывать такие катионы возрастает в ряду F → Cl → Br → I.